# Колеричан темперамент
Колеричан темперамент је један од четири основна типа темперамента, којег одликују лака узбудљивост, снажне емоције. Особа колерик је плаховита, нагла, напрасита и тешко контролише своје афекте.